# Сухе-Ліпе
Сухе-Ліпе (пол. Suche Lipie) — село в Польщі, у гміні Рудник Красноставського повіту Люблінського воєводства.
Населення — 122 особи (2011).
У 1975-1998 роках село належало до Замойського воєводства.

## Демографія
Демографічна структура станом на 31 березня 2011 року:
|          | Загалом | Допрацездатний вік | Працездатний вік | Постпрацездатний вік |
| -------- | ------- | ------------------ | ---------------- | -------------------- |
| Чоловіки | 54      | 16                 | 33               | 5                    |
| Жінки    | 68      | 14                 | 27               | 27                   |
| Разом    | 122     | 30                 | 60               | 32                   |